# USS LST-628
O USS LST-628 foi um navio de guerra norte-americano da classe LST que operou durante a Segunda Guerra Mundial.